# Coleosporium tussilaginis
Espèce
Synonymes
- Peridermium plowrightii Kleb., 1892
- Uredo tussilaginis Pers., 1801

Coleosporium tussilaginis est une espèce de champignons de la famille des Coleosporiaceae.

## Cycle de vie
Le cycle de vie se compose de cinq étapes, qui se déroulent sur deux plantes hôtes différentes. Sur une plante hôte, comme le tussilage, se forment des télies, des basidiospores et des urédies et sur l'autre plante hôte, uniquement sur des pins comme le pin sylvestre, des spermogonies et des écidies.
La télie est la spore de repos colorée à paroi épaisse, qui se forme dans le télium (corps de fructification) à la fin de l'été et de l'automne. La télie se forme juste avant la mort de la plante hôte. La téleutospore pédonculée est bicellulaire et hétérothallique. Au printemps, la téleutospore germe et forme une baside sur laquelle se forme la basidiospore.
La basidiospore infecte la plante hôte (pin sylvestre) et forme un spermogonium de 500 à 1 000 µm de long et de 200 à 500 µm de large avec des spermaties et des hyphes réceptifs. Le spermogonium est d'abord jaunâtre et vire ensuite au brun. Après la fécondation d'un hyphe récepteur du spermogonium par un spermatium avec un type d'accouplement différent, un aecium de 1 à 3 mm de long et de 0,5 à 1,5 mm de haut avec des écidiospores haploïdes-dicaryotes de 20-40 × 16-27 µm se forme, qui sont d'abord jaune puis blanc. Les aiguilles de pin touchées jaunissent généralement et tombent, mais certaines restent vivantes. Le champignon peut survivre sur ces aiguilles pendant 2 à 3 ans.
L'écidiospore germe sur l'autre plante hôte (tussilage), après quoi un urédinium de 400 à 700 µm de large se forme sur la face inférieure de la feuille de la plante infectée, qui est initialement de couleur orange puis rouge. L'urédinium forme des urédospores de 25-31 × 18-23 µm de large, qui à leur tour forment un urédinium. Plus tard dans la saison, des télies de 400 à 800 µm avec de grandes téleutospores de 60 à 105 × 15 à 24 µm se forment dans le mycélium.

## Parasitisme
Coleosporium tussilaginis a pour plante hôte pour les spermogonies et les écidies Pinus mugo, Pinus nigra, Pinus pinaster, Pinus sylvestris et pour les télies et les urédies Campanula glomerata, Campanula lactiflora, Campanula lyrata (sv), Campanula olympica (sv), Campanula rapunculoides, Campanula trachelium, Chrysophthalmum dichotomum, Emilia coccinea, Euryops acraeus (en), Euphrasia hirtella, Euphrasia pectinata (sv), Jacobaea aquatica, Michauxia campanuloides, Michauxia tchiihatchefii, Pedicularis comosa, Rhinanthus angustifolius, Rhinanthus minor, Senecio doronicum , Tussilago farfara.